# Ettore Ferrari

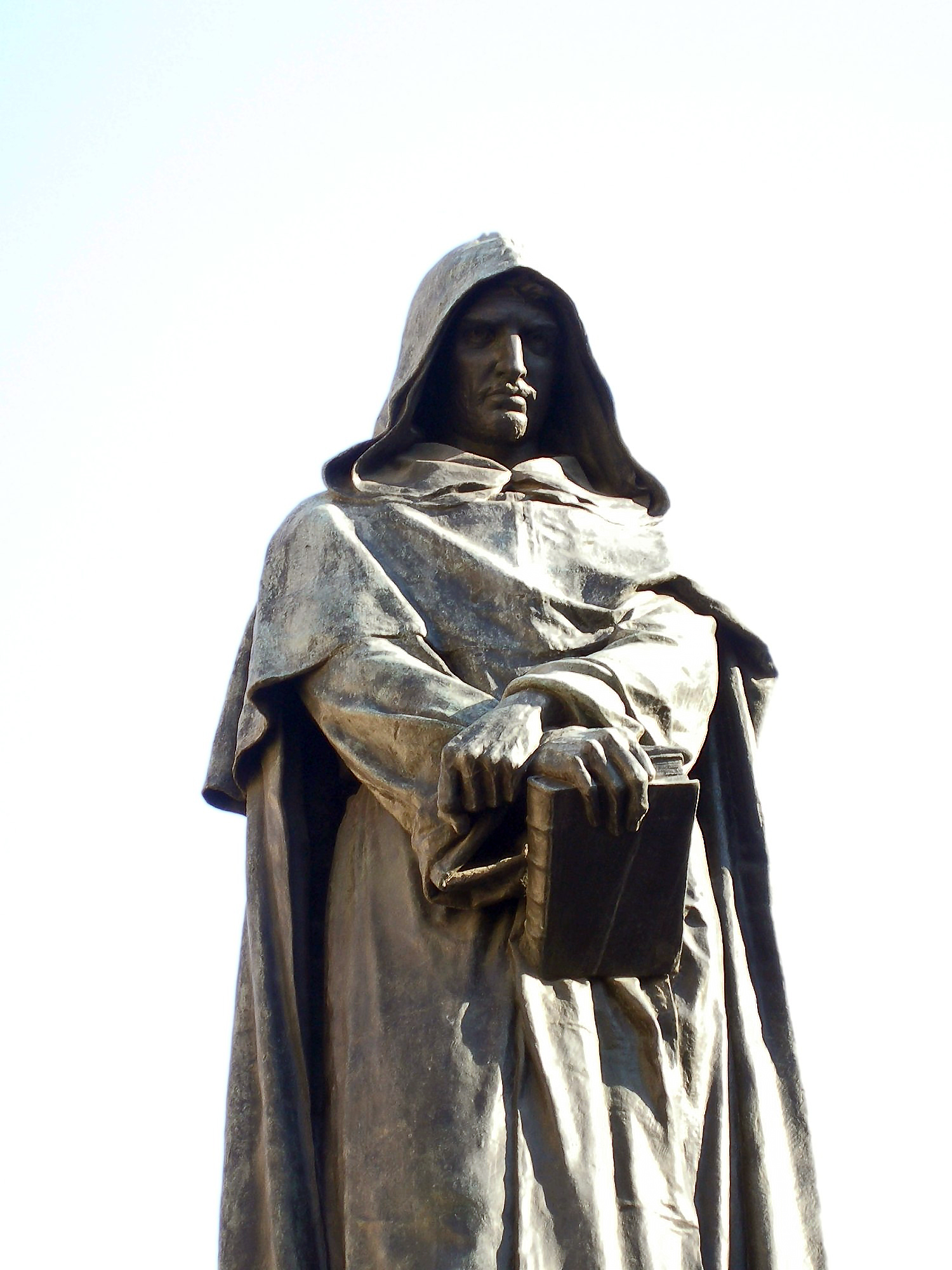
Detalj av monumentet över Giordano Bruno.

Ettore Ferrari, född 25 mars 1845 i Rom, död 19 augusti 1929, var en italiensk skulptör.
Ferrari var i sin realistiska konst starkt påverkad av samtidens radikala idéer. Bland hans verk märks Den korsfäste Spartacus rest i Turin 1880 samt Giordano Bruno-monumentet (1889) på Campo dei Fiori och statyn Revolutionen på Nationalmonumentet i Rom. Ferrari har därutöver utfört monumentet över Cola di Rienzo på Capitolium.